# Liste der Werke und Briefe Clark Ashton Smiths
Diese Liste enthält die Werke und Briefe des amerikanischen Schriftstellers Clark Ashton Smith. 

## Roman
- The Black Diamonds (2002)

## Sammlungen
The Fugitive Poems of Clark Ashton Smith
- The Palace of Jewels (1970)
- The Tartarus of the Suns (1970)
- In the Ultimate Valleys (1970)
- To George Sterling: Five Poems (1970)
- The Titans in Tartarus (1974)
- A Song from Hell (1975)
- The Potion of Dreams (1975)
- Seer of the Cycles (1976)
- The Fanes of Dawn (1976)
- The Burden of the Suns (1977)

Clark Ashton Smith: Gesammelte Erzählungen
- 1 Die Stadt der Singenden Flamme. Festa (H. P. Lovecrafts Bibliothek des Schreckens #2624), 2011, ISBN 978-3-86552-083-8.
- 2 Die Grabgewölbe von Yoh-Vombis. Festa (H. P. Lovecrafts Bibliothek des Schreckens #2626), 2012, ISBN 978-3-86552-089-0.
- 3 Das Labyrinth des Maal Dweb. Festa (H. P. Lovecrafts Bibliothek des Schreckens #2632), 2013, ISBN 978-3-86552-128-6.
- 4 Die Bestie von Averoigne. Festa (H. P. Lovecrafts Bibliothek des Schreckens #2637), 2015, ISBN 978-3-86552-282-5.
- 5 Die Totenbeschwörer von Naat. Festa (H. P. Lovecrafts Bibliothek des Schreckens #2642), 2016, ISBN 978-3-86552-464-5.
- 6 Der doppelte Schatten. Festa (H. P. Lovecrafts Bibliothek des Schreckens #2647), 2017, ISBN 978-3-86552-573-4.

The Collected Fantasies of Clark Ashton Smith
- 1 The End of the Story (2007)
- 2 The Door to Saturn (2007)
- 3 A Vintage from Atlantis (2007)
- 4 The Maze of the Enchanter (2008)
- 5 The Last Hieroglyph (2010)

The Complete Poetry and Translations
- 1 The Abyss Triumphant (2008)
- 2 The Wine of Summer (2008)
- 3 The Flowers of Evil and Others (2008)

Englische Zusammenstellungen
- The Star-Treader and Other Poems (1912)
- Odes and Sonnets (1918)
- Ebony and Crystal: Poems in Verse and Prose (1922)
- Sandalwood (1925)
- The Double Shadow and Other Fantasies (1933)
- Nero and Other Poems (1937)
- Out of Space and Time (1942, auch als The Last Hieroglyph)
- Lost Worlds (1944)
- Genius Loci and Other Tales (1948)
- The Dark Chateau and Other Poems (1951)
- Spells and Philtres (1958)
- The Abominations of Yondo (1960)
- The Hill of Dionysus: A Selection (1962)
- Tales of Science and Sorcery (1964)
- Poems in Prose (1965)
- Zothique (1970)
- Other Dimensions (1970)
- Hyperborea (1971)
- Selected Poems (1971)
- Xiccarph (1972)
- Grotesques and Fantastiques (1973)
- Poseidonis (1973)
- Clark Ashton Smith — Poet (1975)
- The City of the Singing Flame (1981)
- The Last Incantation (1982)
- The Monster of the Prophecy (1983)
- A Rendezvous in Averoigne (1988)
- Nostalgia of the Unknown: The Complete Prose Poetry of Clark Ashton Smith (1988)
- Strange Shadows: The Uncollected Fiction and Essays of Clark Ashton Smith (1989)
- Tales of Zothique (1995)
- The Book of Hyperborea (1996, mit Will Murray)
- The Emperor of Dreams (2002)
- The Last Oblivion: Best Fantastic Poems of Clark Ashton Smith (2002)
- The Double Shadow (2003)
- The Maker of Gargoyles and Other Stories (2004)
- The Sword of Zagan and Other Writings (2004)
- The White Sybil and Other Stories (2004)
- Star Changes (2005)
- The Maker of Gargoyles (2007)
- The Klarkash-Ton Cycle (2008)
- The Return of the Sorcerer (2008)
- The Colossus of Ylourgne and Three Others (2009)
- The Empire of the Necromancers (2009)
- Song of the Necromancer & Others: The Complete Poems from Weird Tales (2010)
- The Miscellaneous Writings of Clark Ashton Smith (2011)
- Poseidonis Cycle – The Age of Malygris (2014)
- The Dark Eidolon and Other Fantasies (2014)
- The Averoigne Chronicles (2016)
- In the Realms of Mystery and Wonder: Collected Prose Poems and Artwork of Clark Ashton Smith (2017)
- Poseidonis Cycle – The Age of Whelming (2018)

Deutsche Zusammenstellungen
- Saat aus dem Grabe. Übersetzt von Friedrich Polakovics. Insel (Bibliothek des Hauses Usher), 1970. Auch als: Suhrkamp (Phantastische Bibliothek #68), 1982, ISBN 3-518-37265-3.
- Der Planet der Toten. Übersetzt von Friedrich Polakovics. Insel (Bibliothek des Hauses Usher), 1971. Auch als: Suhrkamp (Phantastische Bibliothek #87), 1983, ISBN 3-518-37364-1.
- Science-fiction-stories 23 : Heroic fantasy. Übersetzt von Ingrid Rothmann. Ullstein 2000 #2951, 1973, ISBN 3-548-02951-5.
- Poseidonis. Übersetzt von Martin Eisele. Moewig #1819, 1985, ISBN 3-8118-1819-8.
- Das Haupt der Medusa. Suhrkamp (Phantastische Bibliothek #221), 1988, ISBN 3-518-38075-3.
- Necropolis. Festa (H. P. Lovecrafts Bibliothek des Schreckens #6), 2001, ISBN 3-935822-03-0.

## Kurzgeschichten
- The Malay Krise (1910)
  - Deutsch: Der malaiische Kris. In: Die Stadt der Singenden Flamme. 2011.
- The Ghost of Mohammed Din (1910)
  - Deutsch: Der Geist des Mohammed Din. In: Der doppelte Schatten. 2017.
- The Mahout (1911)
  - Deutsch: Der Mahut. In: Der doppelte Schatten. 2017.
- The Raja and the Tiger (1912)
  - Deutsch: Der Radschah und der Tiger. In: Die Bestie von Averoigne. 2015.
- The Perfect Woman (1923)
- The Flirt (1923)
  - Deutsch: Der Flirt. In: Das Labyrinth des Maal Dweb. 2013.
- Something New (1924)
  - Deutsch: Etwas Neues. In: Das Labyrinth des Maal Dweb. 2013.
- The Abominations of Yondo (1926)
  - Deutsch: Die Abscheulichkeiten von Yondo. In: Die Stadt der Singenden Flamme. 2011.
- The Ninth Skeleton (1928)
  - Deutsch: Das neunte Skelett. In: Die Stadt der Singenden Flamme. 2011.
- The Parrot (1930)
- A Copy of Burns (1930)
  - Deutsch: Ein Gedichtband von Burns. In: Das Labyrinth des Maal Dweb. 2013.
- The End of the Story (1930)
  - Deutsch: Wie die Geschichte endet. In: Die Bestie von Averoigne. 2015.
- The Last Incantation (1930)
  - Deutsch: Die letzte Beschwörung. In: Der doppelte Schatten. 2017.
- Fables from the Edge of Night (1930)
- The Phantoms of the Fire (1930)
  - Deutsch: Die Phantome des Feuers. In: Der doppelte Schatten. 2017.
- Marooned in Andromeda (1930)
  - Deutsch: Gestrandet auf Andromeda. In: Der doppelte Schatten. 2017.
- Murder in the Fourth Dimension (1930)
  - Deutsch: Ein Mord in der vierten Dimension. In: Die Bestie von Averoigne. 2015.
- The Uncharted Isle (1930)
  - Deutsch: Die unentdeckte Insel. In: Necropolis. 1985. Auch in: Die Grabgewölbe von Yoh-Vombis. 2012.
- Checkmate (1930)
- The Planet Entity (1931, auch als Seedling of Mars, mit E. M. Johnston)
  - Deutsch: Der Allmächtige des Mars. In: Das Labyrinth des Maal Dweb. 2013.
- The Necromantic Tale (1931)
  - Deutsch: Eine nekromantische Geschichte. In: Die Grabgewölbe von Yoh-Vombis. 2012.
- A Rendezvous in Averoigne (1931)
  - Deutsch: Rendezvous in Averoigne. In: Der Planet der Toten. 1983. Auch als: Ein Rendezvous in Averoigne. In: Die Bestie von Averoigne. 2015.
- An Adventure in Futurity (1931)
  - Deutsch: Ein Abenteuer in der Zukunft. In: Das Labyrinth des Maal Dweb. 2013.
- The Willow Landscape (1931)
  - Deutsch: Die Landschaft mit den Weiden. In: Das Haupt der Medusa. 1988. Auch als: Landschaft mit Weiden. In: Der doppelte Schatten. 2017.
- The Venus of Azombeii (1931)
  - Deutsch: Die Venus von Azombeii. In: Necropolis. 2001. Auch in: Das Labyrinth des Maal Dweb. 2013.
- A Captivity in Serpens (1931, auch als The Amazing Planet)
  - Deutsch: Gefangen im Sternbild der Schlange. In: Der doppelte Schatten. 2017.
- The City of Singing Flame (1931, auch als The City of the Singing Flame)
  - Deutsch: Die Stadt der singenden Flamme. In: Saat aus dem Grabe. 1970. Auch als: Die Stadt der Singenden Flamme. Übersetzt von Alexander Amberg. In: Die Stadt der Singenden Flamme. 2011.
- The Satyr (1931)
  - Deutsch: Der Satyr. Übersetzt von Joachim Körber. In: Joachim Körber (Hrsg.): Das große Lesebuch der klassischen Fantasy. Goldmann Fantasy #24818, 1998, ISBN 3-442-24818-3. Auch als: Der Satyr. Übersetzt von Malte S. Sembten. In: Die Bestie von Averoigne. 2015.
- A Voyage to Sfanomoë (1931)
  - Deutsch: Eine Reise nach Sfanomoë. In: Der doppelte Schatten. 2017.
- The Immeasurable Horror (1931, auch als World of Horror)
  - Deutsch: Schrecken ohne Maß. In: Der Planet der Toten. 1983. Auch als: Die Schrecken der Venus. In: Die Stadt der Singenden Flamme. 2011.
- The Justice of the Elephant (1931)
  - Deutsch: Die Gerechtigkeit des Elefanten. In: Der doppelte Schatten. 2017.
- The Return of the Sorcerer (1931, auch als A Rendering from the Arabic, 2008)
  - Deutsch: Des Magiers Wiederkehr. In: Saat aus dem Grabe. 1970. Auch als: Die Hand vor der Tür. Übersetzt von Werner Maibohm. In: Michel Parry (Hrsg.): Acht Teufelseier. Pabel (Vampir Taschenbuch #42), 1976. Auch als: Die Rückkehr des Hexers. Übersetzt von Heiko Langhans. In: Necropolis. 2001. Auch in: Das Labyrinth des Maal Dweb. 2013. Auch als: Die Rückkehr des Hexers. Übersetzt von Heiko Langhans. In: Frank Festa (Hrsg.): H. P. Lovecrafts Necronomicon. Festa, 2018, ISBN 978-3-86552-324-2.
- The Resurrection of the Rattlesnake (1931)
  - Deutsch: Die Auferweckung der Klapperschlange. In: Die Stadt der Singenden Flamme. 2011.
- Beyond the Singing Flame (1931)
  - Deutsch: Jenseits der Singenden Flamme. In: Die Stadt der Singenden Flamme. 2011.
- The Tale of Satampra Zeiros (1931)
  - Deutsch: Die Geschichte des Satampra Zeiros. In: Die Stadt der Singenden Flamme. 2011.
- The Immortals of Mercury (1932)
  - Deutsch: Die Unsterblichen des Merkur. In: Die Grabgewölbe von Yoh-Vombis. 2012.
- The Door to Saturn (1932)
  - Deutsch: Das Tor zum Saturn. In: Das Haupt der Medusa. 1988. Auch als: Das Tor zum Saturn. In: Die Stadt der Singenden Flamme. 2011.
- The Monster of the Prophecy (1932)
  - Deutsch: Das Ungeheuer aus der Prophezeiung. In: Die Grabgewölbe von Yoh-Vombis. 2012.
- The Eternal World (1932)
  - Deutsch: Die ewige Welt. In: Der doppelte Schatten. 2017.
- The Planet of the Dead (1932, auch als The Doom of Antarion, 1972)
  - Deutsch: Der Planet der Toten. In: Der Planet der Toten. 1983. Auch in: Die Bestie von Averoigne. 2015.
- The Gorgon (1932)
  - Deutsch: Das Haupt der Medusa. In: Das Haupt der Medusa. 1988. Auch als: Das Gorgonenhaupt. In: Necropolis. 2001. Auch in: Das Labyrinth des Maal Dweb. 2013.
- The Vaults of Yoh-Vombis (1932, auch als The Vaults of Abomi, 2008)
  - Deutsch: Das Grabgewölbe von Yoh-Vombis. In: Saat aus dem Grabe. 1970. Auch als: Die Grabgewölbe von Yoh-Vombis. In: Die Grabgewölbe von Yoh-Vombis. 2012.
- The Invisible City (1932)
  - Deutsch: Die unsichtbare Stadt. In: Der doppelte Schatten. 2017.
- The Nameless Offspring (1932)
  - Deutsch: Die namenlose Ausgeburt. In: Die Grabgewölbe von Yoh-Vombis. 2012.
- The Weird of Avoosl Wuthoqquan (1932)
  - Deutsch: Das befremdliche Los des Ejwuusl Wessahqqan. In: Saat aus dem Grabe. 1970. Auch als: Das wunderliche Schicksal des Avoosl Wuthoqquan ü>:Malte S. Sembten. In: Die Stadt der Singenden Flamme. 2011.
- Flight into Super-Time (1932, auch als The Letter from Mohaun Los)
  - Deutsch: Der Brief aus Mohaun Los. In: Die Grabgewölbe von Yoh-Vombis. 2012.
- The Maker of Gargoyles (1932)
  - Deutsch: Der Steinmetz und die Wasserspeier. In: Die Bestie von Averoigne. 2015.
- The Empire of the Necromancers (1932)
  - Deutsch: Das Reich der Toten. In: Saat aus dem Grabe. 1970. Auch als: Necropolis – Das Reich der Toten. Übersetzt von Heiko Langhans. In: Necropolis. 2001.
- Master of the Asteroid (1932, auch als The God of the Asteroid)
  - Deutsch: Der Gott des Asteroiden. In: Die Bestie von Averoigne. 2015.
- The Hunters from Beyond (1932)
  - Deutsch: Verfolger von Drüben. In: Das Haupt der Medusa. 1988. Auch als: Die Jäger aus der Tiefe. In: Die Bestie von Averoigne. 2015.
- The Testament of Athammaus (1932)
  - Deutsch: Das Testament des Athammaus. In: Science-Fiction-Stories 23. 1973. Auch als: Das Manuskript des Athammaus. In: Die Stadt der Singenden Flamme. 2011.
- The Dimension of Chance (1932)
  - Deutsch: Die Dimension des Zufalls. In: Das Labyrinth des Maal Dweb. 2013.
- The Supernumerary Corpse (1932)
  - Deutsch: Ein Leichnam zu viel. In: Die Grabgewölbe von Yoh-Vombis. 2012.
- The Second Interment (1933)
  - Deutsch: Lebendig begraben. In: Die Bestie von Averoigne. 2015.
- The Mandrakes (1933)
  - Deutsch: Die Alraunen. In: Die Bestie von Averoigne. 2015.
- The Dweller in the Gulf (1933, auch als Dweller in Martian Depths)
  - Deutsch: Der Herr der Tiefen. In: Der Planet der Toten. 1983. Auch als: Der Herrscher der Tiefe. In: Die Grabgewölbe von Yoh-Vombis. 2012.
- The Isle of the Torturers (1933)
  - Deutsch: Die Folterer-Insel. In: Der Planet der Toten. 1983. Auch als: Die Insel der Folterer. In: Die Totenbeschwörer von Naat. 2016.
- The Ice-Demon (1933)
  - Deutsch: Der Eisdämon. In: Die Stadt der Singenden Flamme. 2011.
- The Light from Beyond (1933, auch als The Secret of the Cairn)
  - Deutsch: Licht aus der Gegenwelt. In: Das Haupt der Medusa. 1988. Auch als: Das Geheimnis des Steinhügels. In: Die Totenbeschwörer von Naat. 2016.
- A Star-Change (1933, auch als The Visitors from Mlok und Escape to Mlok)
  - Deutsch: Eine Sternenwandlung. In: Die Totenbeschwörer von Naat. 2016.
- The Beast of Averoigne (1933)
  - Deutsch: Die Bestie von Averoigne. In: Die Bestie von Averoigne. 2015.
- A Night in Malnéant (1933)
  - Deutsch: Eine Nacht in Malnéant. In: Die Bestie von Averoigne. 2015.
- Genius Loci (1933)
  - Deutsch: Teichlandschaft mit Erlen und Weide. In: Saat aus dem Grabe. 1970. Auch als: Genius Loci. In: Necropolis. 2001. Auch in: Das Labyrinth des Maal Dweb. 2013.
- The Devotee of Evil (1933)
  - Deutsch: Dem Bösen verfallen. In: Das Haupt der Medusa. 1988. Auch als: Im Banne des Bösen. In: Die Bestie von Averoigne. 2015.
- The Double Shadow (1933)
  - Deutsch: Der fremde Schatten. In: Der Planet der Toten. 1983. Auch als: Der doppelte Schatten. In: Der doppelte Schatten. 2017.
- The Maze of Maâl Dweb (1933, auch als The Maze of the Enchanter)
  - Deutsch: Der Irrgarten des Maal Dweb. Übersetzt von Lore Straßl. In: Lin Carter (Hrsg.): Die Zaubergärten. Pabel (Terra Fantasy #45), 1978. Auch als: Der Irrgarten des Maal Dweb. In: Der Planet der Toten. 1983. Auch als: Das Labyrinth des Maal Dweb. Übersetzt von Malte S. Sembten. In: Das Labyrinth des Maal Dweb. 2013.
- The Voyage of King Euvoran (1933, auch als Quest of the Gazolba, 1947)
  - Deutsch: Die Seereise des König Euvoran. In: Necropolis. 2001. Auch in: Die Totenbeschwörer von Naat. 2016.
- The Kiss of Zoraida (1933)
  - Deutsch: Der Kuss der Zoraida. In: Der doppelte Schatten. 2017.
- Ubbo-Sathla (1933)
  - Deutsch: Ubbo-Sathla. In: Frank Festa (Hrsg.): Der Cthulhu-Mythos: 1917 - 1975. Festa (H. P. Lovecrafts Bibliothek des Schreckens #2611), 2003, ISBN 3-935822-51-0. Auch in: Die Stadt der Singenden Flamme. 2011.
- A Vintage from Atlantis (1933)
  - Deutsch: Ein edler Tropfen aus Atlantis. In: Der doppelte Schatten. 2017.
- The Kingdom of the Worm (1933, auch als The Tale of Sir John Maundeville)
  - Deutsch: Das Königreich des Wurms (Die Geschichte des Sir John Maundeville). In: Der doppelte Schatten. 2017.
- The Seed from the Sepulcher (1933)
  - Deutsch: Saat aus dem Grabe. In: Saat aus dem Grabe. 1970. Auch als: Die Knospen des Grabes. In: Die Grabgewölbe von Yoh-Vombis. 2012.
- The Holiness of Azedarac (1933)
  - Deutsch: Die Heiligkeit des Azédarac. In: Das Haupt der Medusa. 1988. Auch als: Die Heiligkeit des Azédarac. In: Die Bestie von Averoigne. 2015.
- The Demon of the Flower (1933)
  - Deutsch: Die Blume des Dämons. In: Das Haupt der Medusa. 1988. Auch als: Der Dämon der Blume. In: Der doppelte Schatten. 2017.
- The White Sybil (1934)
  - Deutsch: Die weiße Seherin. In: Die Stadt der Singenden Flamme. 2011.
- The Ghoul (1934)
  - Deutsch: Der Ghoul. In: Die Totenbeschwörer von Naat. 2016.
- The Weaver in the Vault (1934)
  - Deutsch: Der Zehrer in der Gruft. In: Die Totenbeschwörer von Naat. 2016.
- The Witchcraft of Ulua (1934)
  - Deutsch: Die Zauber-Ränke der Prinzessin Ulua. In: Die Totenbeschwörer von Naat. 2016.
- The Charnel God (1934)
  - Deutsch: Der Leichengott. In: Necropolis. 2001. Auch in: Die Totenbeschwörer von Naat. 2016.
- The Death of Malygris (1934)
  - Deutsch: Der Tod des Malygris. In: Der doppelte Schatten. 2017.
- The Tomb-Spawn (1934)
  - Deutsch: Die Grabesbrut. In: Die Totenbeschwörer von Naat. 2016.
- The Colossus of Ylourgne (1934)
  - Deutsch: Der Koloß von Ylourgne. In: Der Planet der Toten. 1983. Auch als: Der Koloss von Ylourgne. In: Die Bestie von Averoigne. 2015.
- The Disinterment of Venus (1934)
  - Deutsch: Die Venus von Périgon. In: Die Bestie von Averoigne. 2015.
- The Epiphany of Death (1934, auch als Who Are the Living?, 1942)
  - Deutsch: Die Epiphanie des Todes. In: Frank Festa (Hrsg.): Der Lovecraft-Zirkel. Blitz (H. P. Lovecrafts Bibliothek des Schreckens #2603), 2000, ISBN 3-932171-89-6. Auch in: Die Grabgewölbe von Yoh-Vombis. 2012.
- The Plutonian Drug (1934)
  - Deutsch: Die plutonische Droge. In: Die Bestie von Averoigne. 2015.
- The Seven Geases (1934)
  - Deutsch: Die Siebenfache Bedingnis. In: Das Haupt der Medusa. 1988. Auch als: Die sieben Banngelübde. In: Die Stadt der Singenden Flamme. 2011.
- The Primal City (1934)
  - Deutsch: Die urweltliche Stadt. In: Der doppelte Schatten. 2017.
- Xeethra (1934)
  - Deutsch: Xeethra. In: Necropolis. 2001. Auch in: Die Totenbeschwörer von Naat. 2016.
- The Dark Eidolon (1935)
  - Deutsch: Das dunkle Idol. In: Der Planet der Toten. 1983. Auch als: Das dunkle Götzenbild. In: Die Totenbeschwörer von Naat. 2016.
- The Last Hieroglyph (1935)
  - Deutsch: Die letzte Hieroglyphe. In: Das Haupt der Medusa. 1988. Auch als: Die letzte Hieroglyphe. In: Die Totenbeschwörer von Naat. 2016.
- The Flower-Women (1935)
  - Deutsch: Die Blumenvampire. In: Das Haupt der Medusa. 1988. Auch als: Das Wagnis des Maal Dweb. In: Das Labyrinth des Maal Dweb. 2013.
- The Treader of the Dust (1935)
  - Deutsch: Der Zertreter des Staubes. In: Das Haupt der Medusa. 1988. Auch als: Der in den Staub tritt. In: Der doppelte Schatten. 2017.
- Vulthoom (1935)
  - Deutsch: Der fremde Gott. In: Saat aus dem Grabe. 1970. Auch als: Vulthoom. In: Die Grabgewölbe von Yoh-Vombis. 2012.
- The Chain of Aforgomon (1935)
  - Deutsch: Aforgomons Kette. In: Der Planet der Toten. 1983. Auch als: Die Kette des Aforgomon. In: Das Labyrinth des Maal Dweb. 2013.
- The Trader of the Dust (1936)
- The Black Abbot of Puthuum (1936)
  - Deutsch: Der schwarze Abt von Puthuum. In: Necropolis. 2001. Auch in: Die Totenbeschwörer von Naat. 2016.
- Thirteen Phantasms (1936)
  - Deutsch: 13 Phantasmen. In: Der doppelte Schatten. 2017.
- Necromancy in Naat (1936)
  - Deutsch: Die Insel der lebenden Toten. In: Das Haupt der Medusa. 1988. Auch als: Die Totenbeschwörer von Naat. In: Die Totenbeschwörer von Naat. 2016.
- Conclusion to Wm. Beckford’s story of Princess Zulkais & Prince Kalilah (1937)
- The Third Episode of Vathek: The Story of the Princess Zulkaïs and the Prince Kalilah (1937)
  - Deutsch: Die dritte Episode des Vathek: Die Geschichte von Prinzessin Zulkais und Prinz Kalilah. In: Die Totenbeschwörer von Naat. 2016.
- The Death of Ilalotha (1937)
  - Deutsch: Ilalothas Tod. In: Der Planet der Toten. 1983. Auch als: Ilalothas Tod. In: Necropolis. 2001. Auch in: Die Totenbeschwörer von Naat. 2016.
- The Dark Age (1938)
  - Deutsch: Das dunkle Zeitalter. In: Der doppelte Schatten. 2017.
- The Garden of Adompha (1938)
  - Deutsch: Adomphas Garten. In: Saat aus dem Grabe. 1970. Auch als: Adomphas Garten. In: Die Totenbeschwörer von Naat. 2016.
- Mother of Toads (1938)
  - Deutsch: Mutter Kröte. Übersetzt von Heiko Langhans. In: Klaus Bollhöfener (Hrsg.): phantastisch!, #1. Havemann, 2001. Auch als: Mutter der Kröten. Übersetzt von Malte S. Sembten. In: Die Bestie von Averoigne. 2015.
- Strange Shadows / I Am Your Shadow (1940)
- The Great God Awto (1940)
  - Deutsch: Der große Gott Awto. In: Die Bestie von Averoigne. 2015.
- City of Singing Flame (1940, Kombination von The City of Singing Flame und Beyond the Singing Flame)
- Dawn of Discord (1940, mit E. Hoffmann Price)
- House of Monoceros (1941, auch als The Old Gods Eat, mit E. Hoffmann Price)
- The Coming of the White Worm: The History of Evagh the Warlock (Chapter IX of The Book of Eibon) (1941)
  - Deutsch: Der weiße Wurm. Übersetzt von Birgit Reß-Bohusch. In: Terry Carr, Martin Harry Greenberg (Hrsg.): Höhepunkte der modernen Fantasy. Heyne Science Fiction & Fantasy #4254, 1985, ISBN 3-453-31262-7. Auch als: Die Ankunft des weißen Wurms. Übersetzt von Andreas Diesel. In: Necropolis. 2001. Auch in: Die Stadt der Singenden Flamme. 2011.
- The Enchantress of Sylaire (1941)
  - Deutsch: Die Zauberin von Sylaire. In: Die Bestie von Averoigne. 2015.
- Flight Through Time (1942)
- The Master of the Crabs (1948)
  - Deutsch: Der Herr der Krabben. In: Die Totenbeschwörer von Naat. 2016.
- The Root of Ampoi (1949)
  - Deutsch: Die Wurzel der Ampoi. In: Necropolis. 1985. Auch in: Die Bestie von Averoigne. 2015.
- The Metamorphosis of Earth (1951)
  - Deutsch: Invasion von der Venus. In: Das Labyrinth des Maal Dweb. 2013.
- Morthylla (1953)
  - Deutsch: Morthylla. In: Hans-Jürgen Frederichs (Hrsg.): SF Perry Rhodan Magazin, März 1981. Pabel, 1981. Auch als: Morthylla. In: Necropolis. 2001. Auch in: Die Totenbeschwörer von Naat. 2016.
- An Offering to the Moon (1953)
  - Deutsch: Ein Trank für die Mondgöttin. In: Das Labyrinth des Maal Dweb. 2013.
- Schizoid Creator (1953)
  - Deutsch: Schizophrener Schöpfer. In: Die Totenbeschwörer von Naat. 2016.
- Phoenix (1954)
  - Deutsch: Prometheus. Übersetzt von Wulf H. Bergner. In: August Derleth (Hrsg.): Paradies II. Heyne Science Fiction & Fantasy #3181, 1970. Auch als: Phönix. Übersetzt von Wulf H. Bergner. In: Martin Harry Greenberg, Isaac Asimov, Charles G. Waugh (Hrsg.): Faszination der Science Fiction. Bastei Lübbe Science Fiction Special #24068, 1985, ISBN 3-404-24068-5. Auch als: Phönix. Übersetzt von Michael Siefener. In: Der doppelte Schatten. 2017.
- Monsters in the Night (1954, auch als A Prophecy of Monsters)
- The Theft of Thirty-nine Girdles (1958, auch als The Powder of Hyperborea)
  - Deutsch: Der Raub der neununddreißig Keuschheitsgürtel. In: Die Stadt der Singenden Flamme. 2011.
- Symposium of the Gorgon (1958)
  - Deutsch: Das Symposium der Gorgone. In: Der doppelte Schatten. 2017.
- The Dead Will Cuckold You: A Drama in Six Scenes (1963)
  - Deutsch: Die Toten werden dich zum Hahnrei machen: Ein Drama in sechs Szenen. In: Die Totenbeschwörer von Naat. 2016.
- Told in the Desert (1964)
- The Ampoi Giant (1970)
  - Deutsch: Der Ampoi-Riese. In: Peter Haining (Hrsg.): Ungeheuer. Fischer Taschenbuch (Fischer Taschenbücher #1417), 1973, ISBN 3-436-01806-6.
- The Double Tower: The History of Zloigm the Necromancer (1973, mit Lin Carter)
  - Deutsch: Der Zweifachturm. In: Lin Carter (Hrsg.): Tempel des Grauens. Pabel (Terra Fantasy #81), 1981.
- The Utmost Abomination (1973, mit Lin Carter)
- The Scroll of Morloc: The History of the Shaman Yhemog (1975, mit Lin Carter)
  - Deutsch: Morlocs Papyrus. In: Lin Carter (Hrsg.): Dämonenliebe. Pabel (Terra Fantasy #85), 1981.
- The Stairs in the Crypt: The History of the Necromancer Avalzaunt (1976, mit Lin Carter)
  - Deutsch: Die Treppe in der Gruft. In: Lin Carter (Hrsg.): Der dunkle König. Pabel (Terra Fantasy #88), 1981.
- Prince Alcouz and the Magician (1977)
  - Deutsch: Prinz Alcouz und der Magier. In: Lin Carter (Hrsg.): Die besten Fantasy-Stories 4. Moewig Science Fiction #3827, 1988, ISBN 3-8118-3827-X. Auch als: Prinz Alcouz und der Magier. Übersetzt von Malte S. Sembten. In: Das Labyrinth des Maal Dweb. 2013.
- The Descent Into the Abyss: The History of the Sorcerer Haon-Dor (1980, mit Lin Carter)
- The Light from the Pole: The History of Pharazyn the Enchanter (1980, mit Lin Carter)
- Double Cosmos (1983)
- Strange Shadows (1984)
- Asharia (1984)
- In a Hashish-Dream (1984)
- Mandor’s Enemy (1984)
- Nemesis of the Unfinished (1984)
- Queen of the Sabbat (1984)
- Shapes of Adamant (1984)
- Slaves of the Black Pillar (1984)
- The Dart of Rasasfa (1984)
- The Feaster from the Stars: The History of Yzduggor the Eremite (1984, mit Lin Carter)
- The Feet of Sidaiva (1984)
- The House of Haon-Dor (1984)
- The Hyperborean City (1984)
- The Master of Destruction (1984)
- The Ocean-World of Alioth (1984)
- The Point of the Jest (1984)
- The Rebirth of the Flame (1984)
- The Sorceress of Averoigne (1984)
- The Werewolf of Averoigne (1984)
- Unquiet Boundary (1984)
- Vizaphmal in Ophiuchus (1984)
- I Am Your Shadow (1985)
- “Vulthoom” [Beach Combers of Mars] (1985)
- A “Vintage” [Jar] from Atlantis (1985)
- A Gift from the Beloved (1985)
- Between Two Worlds (1985)
- Beyond the Rose-Arbor (1985)
- Hecate (1985)
- Men of the Macrocosm (1985)
- Offspring of the Grave (1985)
- Prisoners of the Black Dimension (1985)
- The After-Men (1985)
- The Cairn (1985)
- The Demon “from” [of] Alphard (1985)
- The Destination of Gideon Balcoth (1985)
- The Dome in the Ice (1985)
- The Embassy to Tilrath (1985)
- The Entity of the Sands (1985)
- The Inverse Avatar (1985)
- The Lunar Brain (1985)
- The Lunar Path (1985)
- The Pilgrim of Eternity (1985)
- The River of Mystery (1985)
- The Scarab (1985)
- The Thing from the Antarctic (1985)
- The Transformation of Athanor (1985)
- The Vapor from the Void (1985)
- Nemesis of the Unfinished (1985, mit Don Carter)
- Mnemoka (1987)
- Papyrus of the Dark Wisdom (1988, mit Lin Carter)
- A Good Embalmer (1989)
- A Platonic Entanglement (1989)
- Chincharrero (1989)
- Cigarette Characterization (1989)
- Djinn Without a Bottle (1989)
- Eviction by Night (1989)
- The Eggs from Saturn (1989)
- The Expert Lover (1989)
- The Infernal Star (1989)
- The Lord of Lunacy (1989)
- Wingless Phoenix (1989)
- The House of Haon-Dor (1998, mit Laurence J. Cornford)
- The City of Singing Flame (2000)
- Uttressor (2002, mit Laurence J. Cornford und Richard L. Tierney)
- The Red World of Polaris (2003)
- The Face by the River (2004)
- Fakhreddin (2004)
- Oriental Tales: The Yogi’s Ring (2004)
- Prince Alcorez and the Magician (2004)
- The Bronze Image (2004)
- The Emerald Eye (2004)
- The Emir’s Captive (2004)
- The Fulfilled Prophecy (2004)
- The Guardian of the Temple (2004)
- The Haunted Chamber (2004)
- The Haunted Gong (2004)
- The Opal of Delhi [II] (2004)
- The Opal of Delhi [I] (2004)
- The Shah’s Messenger (2004)
- The Sword of Zagan (2004)
- When the Earth Trembled (2004)
- The Eidolon of the Blind (2008)
- The Dweller in the Gulf: Added Material (2009)
- The Animated Sword (2011)
- The Red Turban (2011)
- Mnemoka (2013, mit Steve Behrends)
- Tolometh (2018)

## Sachliteratur
- Planets and Dimensions (1973)
- The Black Book of Clark Ashton Smith (1979)
- The Boiling Point (1985, mit Forrest J. Ackerman und H. P. Lovecraft)
- The Devil’s Notebook (1990)

## Briefe
- Selected Letters of Clark Ashton Smith (2003)
- Letters of George Sterling and Clark Ashton Smith (2005, hrsg. von S. T. Joshi und David E. Schultz)
- Dawnward Spire, Lonely Hill: The Letters of H. P. Lovecraft and Clark Ashton Smith (2017)